# Nixon Chepseba
Nixon Chepseba (ur. 12 grudnia 1990) – kenijski lekkoatleta, średniodystansowiec.

## Osiągnięcia
| Rok  | Impreza                     | Miejsce | Konkurencja        | Lokata      | Wynik   |
| ---- | --------------------------- | ------- | ------------------ | ----------- | ------- |
| 2009 | Mistrzostwa Afryki juniorów | Bambous | bieg na 1500 m     | 2. miejsce  | 3:37,63 |
| 2009 | Mistrzostwa Afryki juniorów | Bambous | sztafeta 4 x 400 m | 4. miejsce  | 3:17,95 |
| 2012 | Igrzyska olimpijskie        | Londyn  | bieg na 1500 m     | 11. miejsce | 3:39,04 |
| 2013 | Mistrzostwa świata          | Moskwa  | bieg na 1500 m     | 4. miejsce  | 3:36,87 |

Zwycięzca łącznej punktacji Diamentowej Ligi 2011 w biegu na 1500 metrów.

## Rekordy życiowe
- bieg na 1000 metrów – 2:18,61 (2009)
- bieg na 1500 metrów – 3:29,77 (2012)
- bieg na 1500 metrów (hala) – 3:34,63 (2011)